# Aristotelia australasica
Aristotelia australasica är en tvåhjärtbladig växtart som beskrevs av F. Müll.. Aristotelia australasica ingår i släktet Aristotelia och familjen Elaeocarpaceae. Inga underarter finns listade i Catalogue of Life.